# Indomysis nybini
Indomysis nybini is een aasgarnalensoort uit de familie van de Mysidae. De wetenschappelijke naam van de soort is voor het eerst geldig gepubliceerd in 2010 door Biju & Panampunnayil.